# ASMR
Автоно́мна се́нсорна меридіона́льна реа́кція (англ. autonomous sensory meridian response,  ASMR, абревіатуру АСМР) — неологізм, що виник в інтернет-культурі, котрий описує феномен сприйняття, що характеризується виразним приємним відчуттям поколювання на шкірі голови або інших частинах тіла у відповідь на певні зорові, слухові й (або) когнітивні стимули. Природа і класифікація феномену АСМР неоднозначні. На думку викладача Шеффілдського університету Тома Стаффорда, «цілком можливо, що це явище дійсно існує, однак за своєю природою воно важко піддається вивченню».

## Походження
У 2008 році американський художник Боб Росс відкрив на YouTube канал, де давав уроки малювання. Відеоролики несподівано стали популярними — одне з перших відео набрало понад 7 млн переглядів. Незабаром шанувальники Росса відкрили вебфорум, із обговорень на якому стало зрозуміло, що фанатів приваблює не живопис автора, а його м’який голос та шелест від дотиків пензля або мастихина до палітри та полотна.
За даними сайту Know Your Meme, перша згадка терміну «АСМР» була зафіксована 25 лютого 2010 р. в назві групи в соціальній мережі Facebook (Autonomous Sensory Meridian Response Group), яка була запропонована засновницею групи Дженніфер Аллен (псевдо — Envelope Nomia) на підставі матеріалів дискусії на форумі Steady Health, під час якої багато учасників обговорювали до того часу не описане відчуття.
Обговорення на таких сайтах, як група Society of Sensationalists («Товариство сенсуалістів») на Yahoo!, засновано в 2008 р., або блоґ Unnamed Feeling («Безіменне відчуття»), створений Ендрю Макмірісом у 2010 р., мали за мету створення співтовариства для подальшого вивчення цього відчуття за допомогою обміну ідеями й особистим досвідом.

## Шепіт і рольові ігри
Один з найбільш часто згадуваних стимулів (тригерів), що викликають АСМР, це близький шепіт. На YouTube, Twitch та інших платформах представлено безліч відео- і аудіозаписів, в яких автори розмовляють пошепки або впівголоса.
Багато відео- та аудіозаписів, що спеціально створені для збудження АСМР, містять елементи рольових ігор. Прикладами можуть служити симуляція стрижки, відвідування лікаря або чищення вух. Глядачі та слухачі записів, в яких автори розігрують подібні сцени, відзначають ефект АСМР, що знімає безсоння, тривогу і панічні атаки.

## Висвітлення в ЗМІ
АСМР-відео були однією з тем, що обговорювалися на конференції Boring 2012 у Великій Британії. У статті журналу Slate, присвяченій цій конференції, був згаданий музикант і журналіст Родрі Марсден, який виступив з доповіддю про АСМР [під альтернативною назвою «аутосенсорна меридіональна реакція» (Auto-Sensory Meridian Response)] як одного з різновидів відео з рольовими іграми на YouTube.
На думку викладача музичного факультету Університету штату Огайо Девіда Х'юрона, ефект АСМР «тісно пов'язаний з відчуттям безпеки і альтруїстичної уваги». Х'юрон відзначає його сильну схожість зі взаємним чищенням у приматів (грумінг)
Темі АСМР були присвячені випуски різних новинних програм в аудіо- та відеоформаті. Ця тема також висвітлювалася в друкованих та інтернет-виданнях. В одному з подкастів на сайті «McGill Daily» зазначається широка поширеність АСМР-відео на YouTube і наводяться висловлювання різних людей, що описують їх особистий досвід, пов'язаний з цим відчуттям. Один з випусків програми «This American Life» чиказької радіостанції WBEZ був присвячений американській письменниці Андрії Сейґел і її враженням від АСМР.
На сакраментському новинному телеканалі News10/KXTV повідомлялося про поширення в Інтернеті відео, що викликають АСМР і допомагають глядачам розслаблятися і засинати. У кількох авторів АСМР-відео були взяті інтерв'ю, в яких вони розповідали про АСМР-співтовариство, АСМР-відео і цільову аудиторію цих відео. Авторів АСМР-відео іноді називають АСМР-тистами.

## Фільми про АСМР
Фільм студентки з України визнали найкращим на церемонії RTS East, яка відбулася у Норвічі. 24-річна Соломія Джуровська з Тернополя третій рік навчається в Кембриджській школі мистецтв. Вона — режисерка фільму «Tertiary Sound» («Третинний звук»), який виборов одразу дві нагороди — за найкращий звук та як найкраще документальне кіно RTS East 2020 у Великій Британії.
Над стрічкою працювали ще дві українки: АСМР-митець — Єлизавета Тимошенко та аніматор — Олена Калініна. Решта учасників команди з Нідерландів, Румунії та Британії. Усі вони разом навчаються у Кембриджі.

## Реакція наукової спільноти
Старший викладач неврології Єльського університету Стівен Новелла у своєму блозі, присвяченому прикладним нейронаукам, відзначає брак наукових досліджень, присвячених АСМР, і пропонує використовувати функціональну магнітно-резонансну томографію і транскраніальну магнітну стимуляцію для порівняльного вивчення мозку людей, що зазнають і які не зазнають АСМР. Новелла розглядає поняття неврологічного розмаїття і вказує на складність людського мозку як результат еволюційних процесів
У газеті «Independent» наводиться висловлювання Тома Стаффорда, викладача психології та когнітивістики Шеффілдського університету:
|  | «Цілком можливо, що це явище дійсно існує, однак за своєю природою воно важко піддається вивченню. Внутрішні переживання — предмет безлічі психологічних досліджень, але коли ми стикаємося з чимось невидимим і невідчутним, і не всі здатні це відчувати, - це стає «білою плямою». Як у випадку з синестезією - довгі роки її вважали міфом, але потім в 1990-х роках був запропонований надійний спосіб її виміру.» |

На думку невролога Едварда Дж. О'Коннора, викладену в газеті «Corsair», що випускається Коледжем Санта-Моніки, перешкодою до докладного вивчення феномену АСМР є відсутність такого стимулу, який викликав би АСМР у всіх без винятку людей.
Вербальні тригери намагається описати користувач YouTube під псевдо So-Ti Lordonsky
Останнім часом темою АСМР активно зацікавились діти та підлітки. Тему консолідує і досліджує команда «АСМР-діти».